# Bush beer
 (avril 2021).
Si vous disposez d'ouvrages ou d'articles de référence ou si vous connaissez des sites web de qualité traitant du thème abordé ici, merci de compléter l'article en donnant les références utiles à sa vérifiabilité et en les liant à la section « Notes et références ».
La Bush beer (« bière de brousse » en anglais) est une bière locale fortement alcoolisée introduite aux îles Cook par les marins européens à partir des années 1840, fabriquée à partir d'oranges, de bananes ou d'ananas fermentés. 
À l'époque missionnaire, les insulaires avaient une stratégie particulière pour échapper à la surveillance de la police des ariki, la stratégie dite du tumunu ou "tronc (tumu) de cocotier (nu)". Ils remplissaient un tronc de cocotier évidé de bush beer qu'ils portaient sur l'épaule faisant croire ainsi qu'ils partaient travailler aux champs. Tumunu est ensuite devenu par extension le terme pour désigner ces lieux secrets de réunion dans la brousse où la Bush Beer coulait à flot et les danses également interdites par la loi étaient pratiquées lors de nocturnes bacchanales. Aujourd'hui, même si la Bush beer n'est plus interdite, ces lieux de réunion ou tumunu (reconnus légalement qu'en 1985) ne sont plus des endroits secrets et sont devenus comme sur l'île d'Atiu, une attraction touristique.